# Ichthyophis
Genre
Synonymes
- Epicrium Wagler, 1828
- Caudacaecilia Taylor, 1968

Ichthyophis est un genre de gymnophiones de la famille des Ichthyophiidae.

## Répartition
Les 50 espèces de ce genre se rencontrent en Asie du Sud-Est et en Asie du Sud.

## Liste des espèces
Selon Amphibian Species of the World (14 février 2016) :
- Ichthyophis acuminatus Taylor, 1960
- Ichthyophis alfredi Mathew & Sen, 2009
- Ichthyophis asplenius Taylor, 1965
- Ichthyophis atricollaris Taylor, 1965
- Ichthyophis bannanicus Yang, 1984
- Ichthyophis beddomei Peters, 1880
- Ichthyophis bernisi Salvador, 1975
- Ichthyophis biangularis Taylor, 1965
- Ichthyophis billitonensis Taylor, 1965
- Ichthyophis bombayensis Taylor, 1960
- Ichthyophis cardamomensis Geissler, Poyarkov, Grismer, Nguyen, An, Neang, Kupfer, Ziegler, Böhme & Müller, 2015
- Ichthyophis catlocensis Geissler, Poyarkov, Grismer, Nguyen, An, Neang, Kupfer, Ziegler, Böhme & Müller, 2015
- Ichthyophis chaloensis Geissler, Poyarkov, Grismer, Nguyen, An, Neang, Kupfer, Ziegler, Böhme & Müller, 2015
- Ichthyophis daribokensis Mathew & Sen, 2009
- Ichthyophis davidi Bhatta, Dinesh, Prashanth, Kulkarni & Radhakrishnan, 2011
- Ichthyophis dulitensis Taylor, 1960
- Ichthyophis elongatus Taylor, 1965
- Ichthyophis garoensis Pillai & Ravichandran, 1999
- Ichthyophis glandulosus Taylor, 1923
- Ichthyophis glutinosus (Linnaeus, 1758)
- Ichthyophis humphreyi Taylor, 1973
- Ichthyophis hypocyaneus (Boie, 1827)
- Ichthyophis javanicus Taylor, 1960
- Ichthyophis khumhzi Kamei, Wilkinson, Gower & Biju, 2009
- Ichthyophis kodaguensis Wilkinson, Gower, Govindappa & Venkatachalaiah, 2007
- Ichthyophis kohtaoensis Taylor, 1960
- Ichthyophis lakimi Nishikawa, Matsui & Yambun, 2012
- Ichthyophis laosensis Taylor, 1969
- Ichthyophis larutensis Taylor, 1960
- Ichthyophis longicephalus Pillai, 1986
- Ichthyophis mindanaoensis Taylor, 1960
- Ichthyophis monochrous (Bleeker, 1858)
- Ichthyophis moustakius Kamei, Wilkinson, Gower & Biju, 2009
- Ichthyophis multicolor Wilkinson, Presswell, Sherratt, Papdopoulou & Gower, 2014
- Ichthyophis nguyenorum Nishikawa, Matsui & Orlov, 2012
- Ichthyophis nigroflavus Taylor, 1960
- Ichthyophis nokrekensis Mathew & Sen, 2009
- Ichthyophis orthoplicatus Taylor, 1965
- Ichthyophis paucidentulus Taylor, 1960
- Ichthyophis paucisulcus Taylor, 1960
- Ichthyophis pauli Nishikawa, Matsui, Sudin & Wong, 2013
- Ichthyophis pseudangularis Taylor, 1965
- Ichthyophis sendenyu Kamei, Wilkinson, Gower & Biju, 2009
- Ichthyophis sikkimensis Taylor, 1960
- Ichthyophis singaporensis Taylor, 1960
- Ichthyophis sumatranus Taylor, 1960
- Ichthyophis supachaii Taylor, 1960
- Ichthyophis tricolor Annandale, 1909
- Ichthyophis weberi Taylor, 1920
- Ichthyophis youngorum Taylor, 1960

## Publication originale
- Fitzinger, 1826 : Neue classification der reptilien nach ihren natürlichen verwandtschaften. Nebst einer verwandtschafts-tafel und einem verzeichnisse der reptilien-sammlung des K. K. zoologischen museum's zu Wien, p. 1-67 (texte intégral).